# HMS Invincible (1869)
HMS Invincible – brytyjski okręt pancerny typu Audacious, który wszedł do służby w 1870 roku.

## Historia
Budowa drugiego okrętu typu Audacious rozpoczęła się 28 czerwca 1867 roku w stoczni Napier Shipyards. Wodowanie miało miejsce 29 maja 1869 roku, wejście do służby 1 października 1870 roku. Przez pierwszy rok służby okręt stacjonował w Hull, skąd następnie został przebazowany w rejon Morza Śródziemnego. W lipcu 1882 roku, w ramach interwencji w Egipcie, brał udział w ostrzeliwaniu Aleksandrii. W 1885 roku marynarze z „Invincible” brali udział w interwencji w Sudanie. W 1901 roku, po wymontowaniu silnika, przekształcono go w okręt magazynowy dla flotylli niszczycieli w Sheerness. W 1904 roku nazwę okrętu zmieniono na HMS „Erebus”. Od 1906 roku nosił nazwę „Fisgard II” i stacjonował w Portsmouth, w roli okrętu szkolnego. 17 września 1914 roku, podczas holowania do Scapa Flow, zatonął w pobliżu wyspy Portland. Z 64-osobowej załogi zginęło 21 osób.